# Герб Городоцького району (Львівська область)
Герб Городо́цького райо́ну — офіційний символ Городоцького району Львівської області, затверджений 1 липня 2003 року рішенням сесії Городоцької районної ради. Автор — А. Б. Гречило.

## Опис
На золотому полі червона вежа із зачиненими воротами, з боків від якої по лазуровій восьмипроменевій зірці; на лазуровій главі йде золотий лев з червоним язиком; база лазурова хвиляста. Щит увінчано золотою територіальною короною. Щитотримачі: праворуч — золотий озброєний лев, ліворуч — козак у золотому жупані з шаблею у лівій руці. Під щитом розміщено лазурову стрічку з золотим написом «Городоцький район».